# Hieronymus Kradenthaller
Hieronymus Kradenthaller (Ratisbona, 27 de setembre de 1637 - idem. 19 de juliol de 1700) fou un organista i un compositor alemany.
El seu pare Augustin Gradenthaler (Kradenthaller) (1608-1660) va ser un organista i organista de Chramhändler a l'església protestant de Sant Oswald a Regensburg, on el 1543 es va introduir entre la ciutadania de la Reforma i l'actual Protestant-Richstadt-Gymnasium-poeticum amb els seus cantants va ser un centre d'educació musical al sud d'Alemanya. Entre 1656 i 1658 se li va concedir una beca municipal per aprendre les "Composicions i Art Organista" a Nuremberg, on l'organista David Schedlich és considerat el seu possible mestre. Kradenthaller va ser el successor del seu pare i va rebre el 23 de febrer de 1660 la ciutadania de Regensburg.
A Nuremberg publicà la sèrie de col·leccions titulada Deliciae musicae, que contenia cants i melodies amb acompanyament de quatre violins.